# Омо (річка)
Річка Омо — одна з найбільших річок Ефіопії. З гір Шеван вона тече на південь 760 км і впадає в північне закінчення озера Туркана, основна частина якого знаходиться в Кенії. У горах долина Омо вузька, в низовині сильно розширюється. Русло з різкими ухилами, порожисте. Максимальна витрата води - в період літніх дощів.

## Економічне значення
Велика частина племен долини Омо проживає недалеко від берегів річки Омо і все їхнє життя залежить від її вод. Племена долини, підлаштовуючись під нелегкий клімат, розробили цілий ряд соціально-економічних та екологічних інструментів, що дозволяють їм адаптуватися до сезонних розливам річки, посухи та інших не завжди передбачуваним умов життя.
Щорічний розлив річки Омо забезпечує багатьом племенам наявність їжі на весь наступний рік, і багато племен практикують зрошуване землеробство, використовуючи для нього тонни мулу, який залишає після себе річка, повертається назад в свої береги. У вересні та жовтні, коли закінчується дощовий сезон,  племена починають основні землеробські роботи біля берегів річки Омо. Ще недавно повністю затоплені землі стають для них основним і найбільш важливим полем. Деякі племена, варто зазначити, також практикують підсічно-вогневе землеробство, вирощують сорго, маїс і тютюн. Деякі, наприклад Кара (Каро) і Квегу, полюють на дичину і ловлять рибу.
Урядом Ефіопії розпочато будівництво на річці каскаду великих гідроелектростанцій, який повинна забезпечити столицю Ефіопії — Аддис-Абебу, безперебійним енергопостачанням. Наразі працюють три ГЕС:
- ГЕС Гільгель-Гібе І
- ГЕС Гільгель-Гібе II
- ГЕС Гільгель-Гібе III